# BitTornado
BitTornado — бесплатный кроссплатформенный BitTorrent-клиент. Написан на языке Python, на основе клиента Mainline. Добавлены следующие возможности:
- ограничения на скорости скачивания и отдачи
- подробная информация про соединения с другими пирами
- поддержка UPnP
- Super-seeding